# 嶽山城 (上野国)
嶽山城（たけやまじょう）は、群馬県中之条町五反田字嵩山（上野国吾妻郡）にあった日本の城。戦国時代に国衆・吾妻斎藤氏の居城として利用され、江戸時代には山伏の修行場となった。

## 歴史
築城年代・経緯は不明。戦国期に吾妻荘一帯を支配下に置いていた吾妻斎藤氏の居城とされる。吾妻斎藤氏は、岩下城を本拠とする岩下斎藤氏と、嶽山城を本拠とする嶽山斎藤氏の二系統の一族が存在し、両者が吾妻荘を分割統治していたとされる。吾妻斎藤氏は関東管領・山内上杉氏に従っていたが、上杉憲政が後北条氏に関東を追われて越後に逃れると、後北条氏に従属した。
永禄3年（1560年）に上杉憲政を擁した長尾景虎が関東侵攻を開始し、岩下・明間・沼田城を攻略した。この際に嶽山斎藤氏と目される斎藤越前守憲広の名前が『関東幕注文』で岩下衆の筆頭に記載されている。このことから、岩下斎藤氏が長尾軍の攻略を受けたのに対して嶽山斎藤氏は早々に従属し、吾妻郡の統括者として認知されたと考えられている。
翌4年（1561年）より武田信玄による西上野侵攻が行われ、吾妻斎藤氏も当初は武田氏に従属した。しかし斎藤憲広が同郡の鎌原重澄と所領問題を巡り対立したことから、同6年（1563年）12月に武田氏から離反し、岩櫃城（もしくは岩下城）を追われた。その後憲広の末子・城虎丸が嶽山城に籠り、憲広嫡男・憲宗や甥・弥三郎らが合流し武田氏に抵抗するが、同8年（1565年）11月に真田幸綱によって攻略され没落した。
その後嶽山城は廃城になり、吾妻荘一帯は武田氏・真田氏の支配下となった。その後江戸時代には山伏の道場となり、神聖な場所として信仰対象となったという。

## 立地・構造
中之条町五反田に聳える嵩山の山上一帯に存在する。尾根筋に山道を配して各々の岩峰に曲輪を配置することで、岩壁を擁した堡塁を複数連立した構造を形成している。こうした構造は各々の曲輪の防御力が高いことから攻略が困難な一方で、各曲輪に大きな兵力を配置できず連携も困難であることから組織的な戦闘には向いてないとされる。
尾根筋に小天狗・中天狗・大天狗と呼ばれる岩峰が南西から北東に向けて並んでおり、その間に複数の曲輪が存在する。中天狗と大天狗の間の無常平と呼ばれる曲輪が本丸であり、その北東部に城内最大の長方形の曲輪が存在する。そのさらに北側に大天狗が存在し、岩壁に守られた詰めの曲輪となっている。本丸から中天狗の断崖を経て西側の曲輪群にたどり着き、小天狗まで複数の曲輪が段状に配置されている。曲輪群のうち最も低い曲輪の南側から大手口への山道が伸びており。南側の根古屋地区に至る。
大手口は南の山麓の親都神社の裏手に存在し、一の木戸を経て数段の曲輪群が構えられている。一の木戸と神社の間には人家があったと伝えられ、この地が城下の集落を形成していたと推測される。